# 메이클즈필드

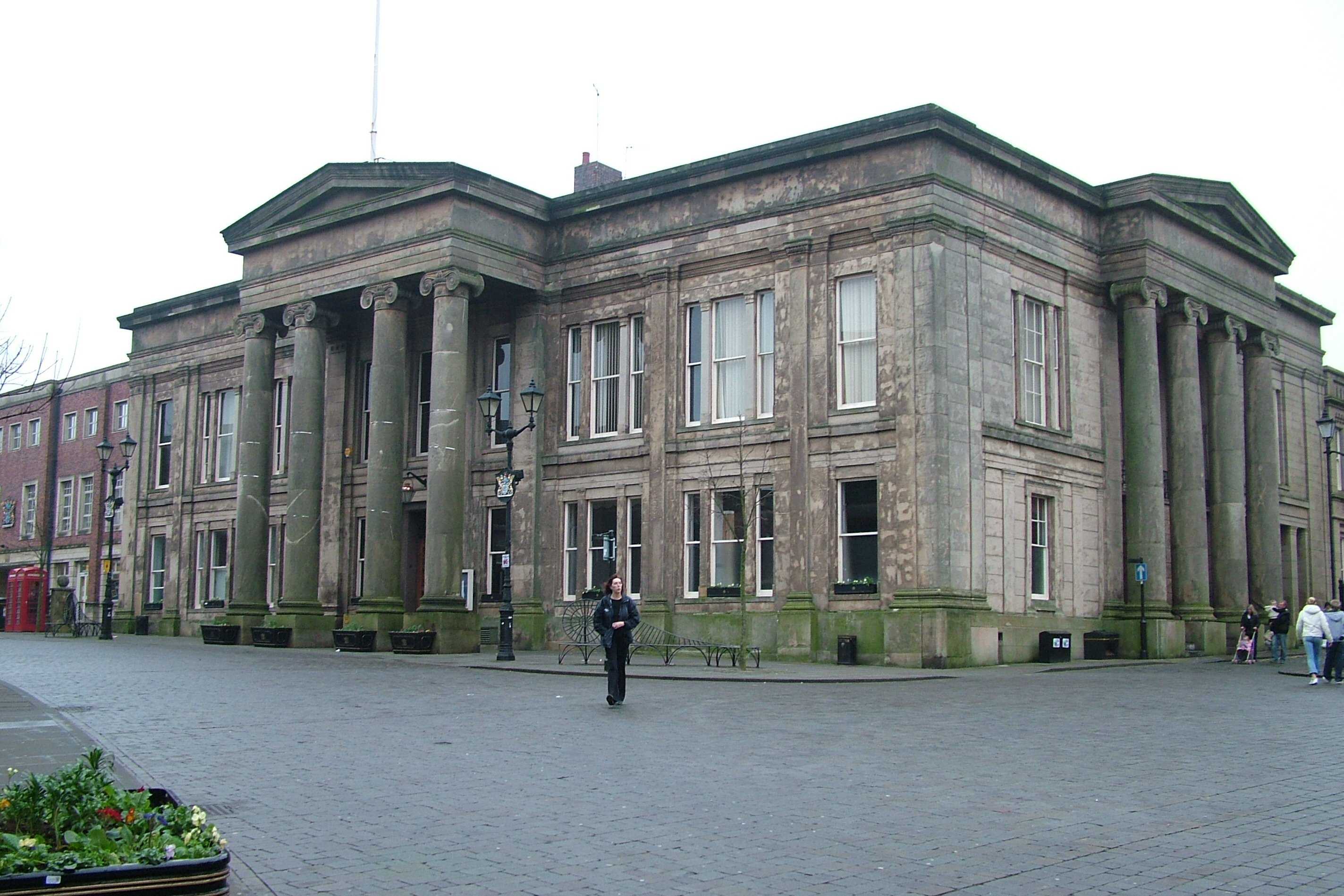
메이클즈필드

메이클즈필드(영어: Macclesfield)는 영국 체셔주의 도시로, 인구는 2011년 조사 기준 52,044명이다.